# Hugo V de Lusignan
Hugo V (fallecido el 8 de octubre de 1060), llamado el Hermoso o el Piadoso, fue señor de Lusignan y Couhé. Sucedió a su padre, Hugo IV, alrededor de 1026.

## Matrimonio e hijos
Contrajo matrimonio con Almodis de la Marca (990 o c. 1020 - muerta el 16 de octubre de 1071), que era hija de Bernardo I, conde de La Marche,  a través del cual los futuros señores de Lusignan reclamarían el Condado de La Marche. La repudiaría posteriormente por motivos de consanguinidad; Almodis se casaría con Ponce de Tolosa . 
Tuvieron tres hijos:
- Hugo VI de Lusignan [2]
- Jordán de Lusignan
- Mélisende de Lusignan (n. antes de 1055), casada antes de 1074 con Simón I "l'Archevêque", Vidamo de Parthenay.

## Conflicto
Cuando Guillermo VIII de Aquitania, el Señor de Hugo, se enfrentaba a Guillermo IV de Tolosa, hijo de Almodis, esta convenció a Hugo para que se luchara en el bando de su hijo. El duque sitió Lusignan, y Hugo V pero murió durante el asedio en una salida.  Fue sucedido por su primogénito, también llamado Hugo.